# Stigmella polydoxa
Stigmella polydoxa là một loài bướm đêm thuộc họ Nepticulidae. Nó được tìm thấy ở Sri Lanka.